# Lancha

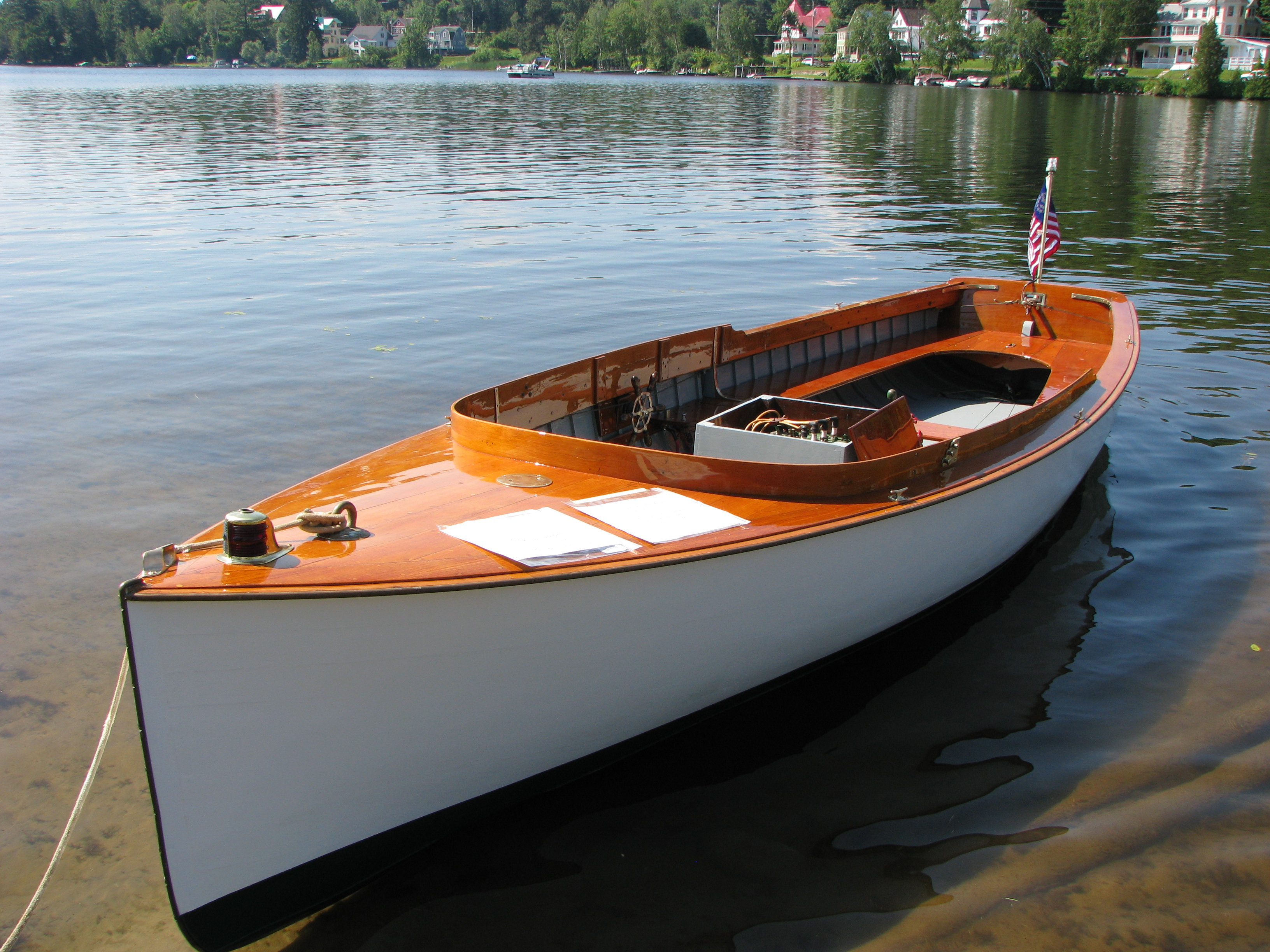
Uma lancha Mathis em 1910.

Lancha é um tipo de embarcação a motor, usado para lazer, pesca, prática de esportes aquáticos, ou para serviço de navios ou fiscalização.

## Tipos de lancha
Os tipos mais comuns de lanchas fabricadas no Brasil são:
- Lanchas de Passeio
  - Tamanho: de 16 a 30 pés
  - Quantidade: 78,3% das lanchas brasileiras[2]
  - A grande maioria das lanchas brasileiras são de pequeno porte, devido ao seu preço, claro, mas também por oferecerem muita flexibilidade em seu uso: podem ser utilizadas para passear em rios, lagos, represas, e no mar (em regiões próximas as praias).
  - As embarcações de pequeno porte também são excelentes para prática de esportes aquáticos (wakeboard, esqui, slalom, etc.), e até mesmo para pesca, mas mantendo o conforto de uma lancha de passeio.
  - As lanchas até 23 pés podem ser rebocadas com uma carreta para embarcação, ou seja, pode engatá-la no carro e transitar por rodovias.

- Lanchas de Passeio e Pernoite

- - Tamanho: de 30 a 100 pés

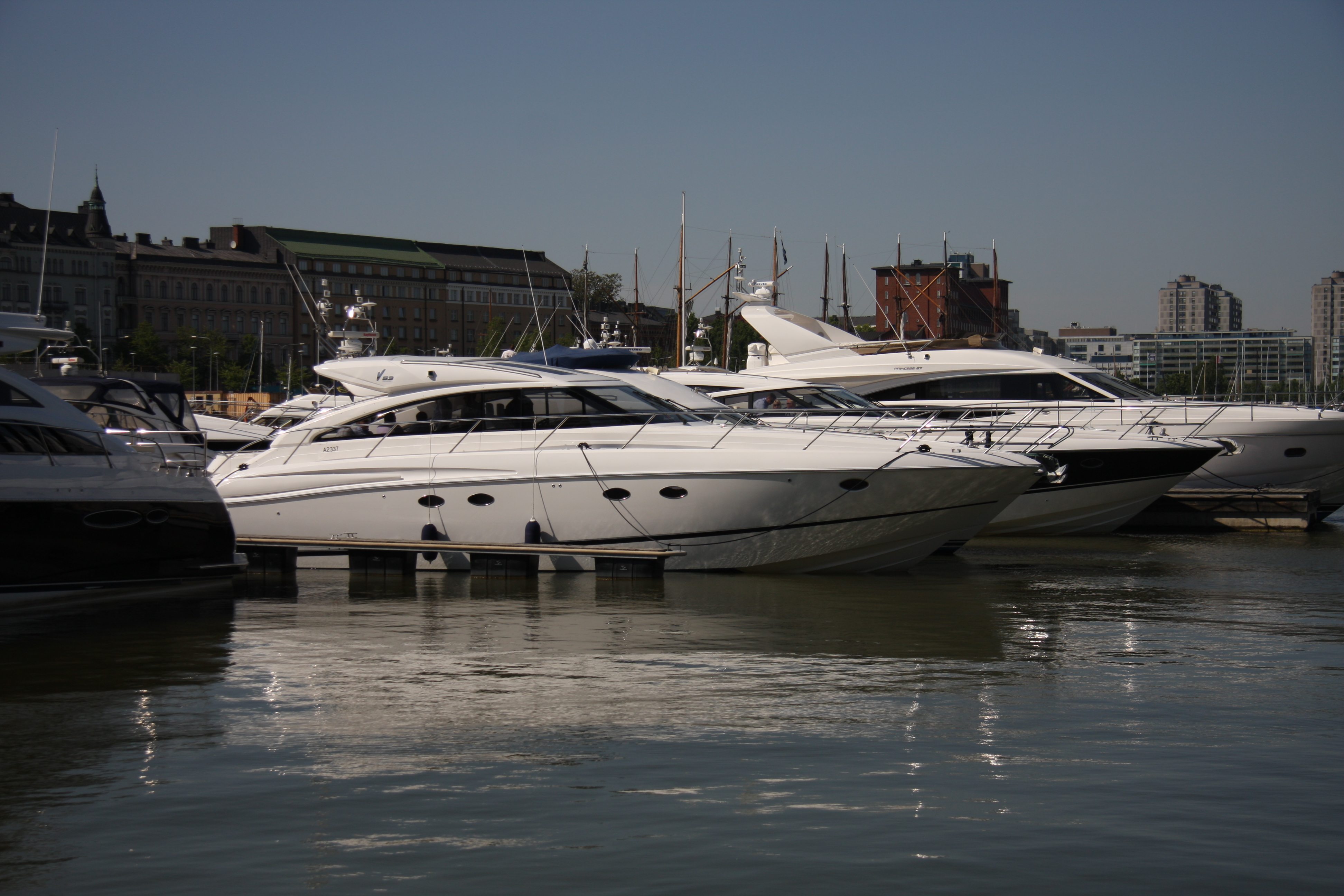
Lancha de passeio e pernoite

  - Quantidade: 21,4% das lanchas brasileiras[2]
  - Existem dezenas de estaleiros no Brasil fabricando embarcações nesta categoria, destinadas para passeios longos e travessias, oferecendo excelentes acomodações até mesmo para quem busca morar a bordo.
  - Estas embarcações oferecem opção de 2 motores (também chamado de “parelha” de motores), para quem busca fazer um passeio longo e corre o risco de ter algum problema com um dos motores em alto-mar.
  - É comum nestas lanchas o uso de ar-condicionado na cabine e nos quartos, e gerador de energia para não depender somente das baterias do barco.

- Lanchas customizadas de grande porte / Iates

- - Tamanho: 100 pés ou maior

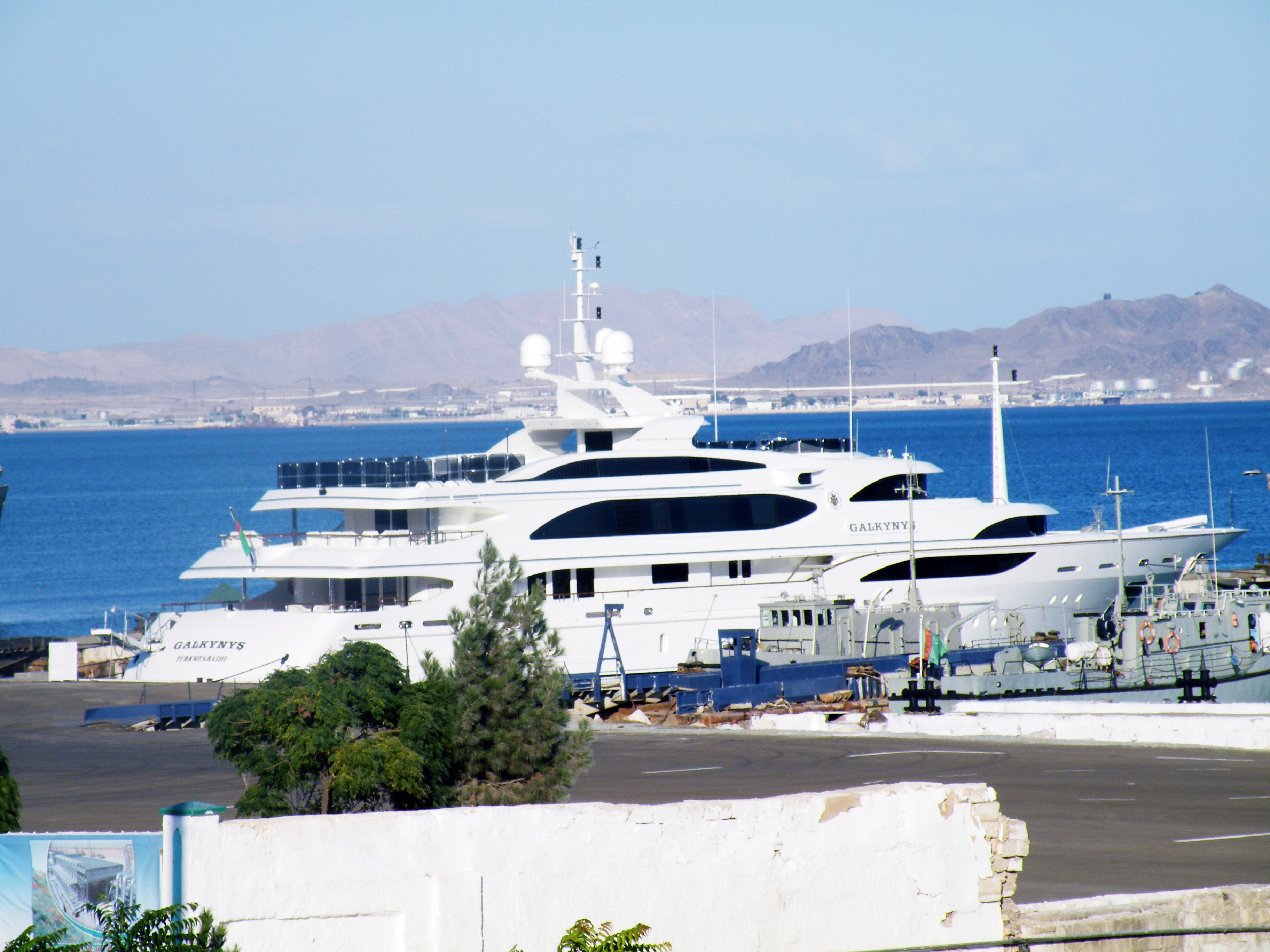
Lancha de grande porte / Iate

  - Quantidade: 0,3% das lanchas brasileiras[2]
  - A maior lancha desta categoria, "Azzam", tem 180 metros de comprimento (590 pés), mais de 50 suítes, e fica ancorada nos Emirados Árabes Unidos.
  - A lancha mais cara do mundo, “History Supreme”, possui cerca de 100.000kg de ouro maciço e platina, e custou bilhões de libras. Embarcações deste porte geralmente são feitas sob encomenda para seus proprietários, e a maior parte delas estão ancoradas no Oriente Médio ou Europa.[3]

- Lanchas de pesca
  - Tamanho: até 40 pés
  - Existem lanchas de pesca construídas em alumínio ou fibra de vidro. As menores lanchas (até 25 pés) geralmente são em alumínio, utilizadas para pesca em rios e lagoas, com motores que variam entre 3.3hp a 60hp. As lanchas acima de 25 pés são construídas em fibra de vidro, utilizadas para pesca oceânica, equipadas com 2 ou mais motores de popa, e possuem uma grande quantidade de eletrônicos como GPS e Sonar, para facilitar a navegação e encontrar os melhores pontos para pesca.

- Lanchas para esportes aquáticos de alta performance

- - Tamanho: até 25 pés

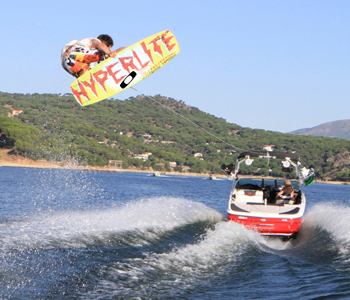
Lancha para esportes aquáticos e wakeboard

  - As lanchas de esportes aquáticos são construídas para alcançar a melhor performance possível na prática de wakeboard, esqui aquático e outros esportes. Algumas possuem o “Power Wedge”, uma espécie de flap em aço Inox instalada na popa da embarcação, com comando no painel, que pode ser regulada para aumentar o tamanho da marola produzida pela lancha. Devido à sua borda baixa, estas embarcações são encontradas somente em águas abrigadas.

## Motores
Os tipos de motores mais comuns utilizados em lanchas são:
- Motor de popa

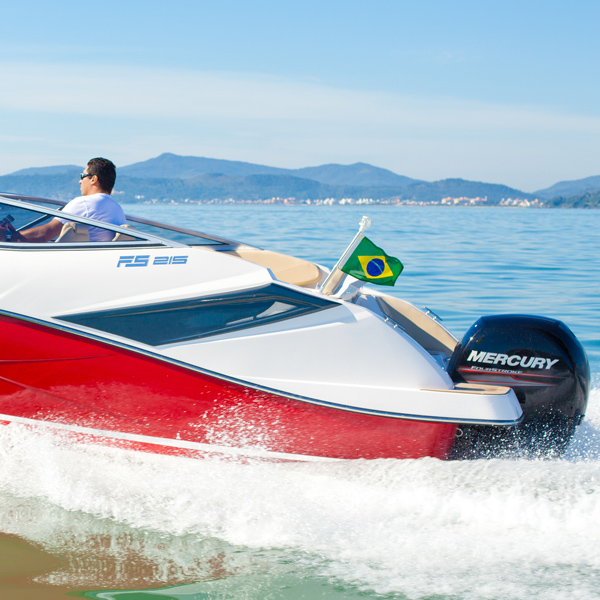
Motor de popa

- - Motor completamente externo, instalado no espelho de popa (parte traseira) da lancha.
  - Faixa de potência: 3hp a 350hp
  - Tecnologia: Motor de dois tempos (carburação ou injeção eletrônica) e motor de quatro tempos (somente injeção eletrônica)
  - Combustível: Somente gasolina
  - Principais fabricantes: Mercury Marine, Yamaha Motor Company, Evinrude Outboard Motors
  - Indicado para: Lanchas até 24 pés
  - Principais vantagens: Enorme gama de motores de baixa potência. Excelente relação peso/potência.
- Motor centro-rabeta

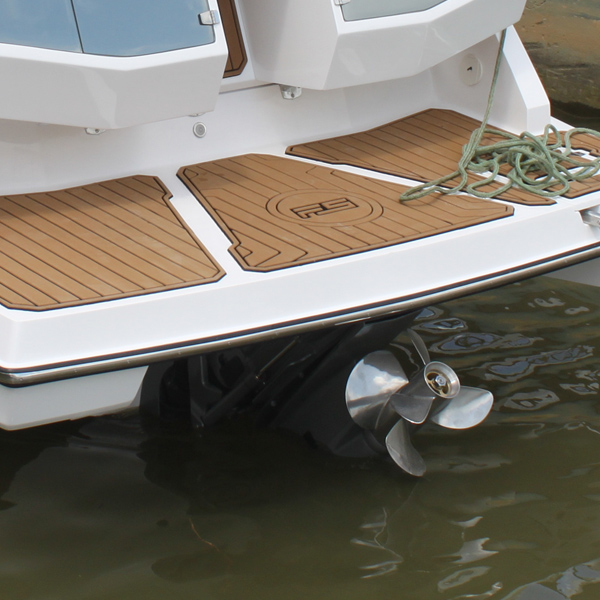
Motor Centro-Rabeta

- - Motor interno, acoplado à rabeta e ao hélice, que ficam externos na popa da lancha
  - Faixa de potência: 135hp a 430hp
  - Tecnologia: Motor de quatro tempos c/ injeção eletrônica
  - Combustível: Gasolina ou diesel
  - Principais fabricantes: Mercury Marine, Volvo Penta
  - Indicado para: Lanchas de 24 pés a 40 pés
  - Principal vantagem: Como o motor está embutido, aumenta significativamente o espaço útil da lancha.
- Motor de centro com eixo
  - Motor interno, acoplado à um eixo e hélice externos abaixo da linha d’água.
  - Faixa de potência: 12hp a 20.000hp
  - Tecnologia: Motor de quatro tempos c/ injeção eletrônica
  - Combustível: Somente diesel
  - Principais fabricantes: Volvo Penta, MAN, CAT
  - Indicado para: Lanchas acima de 40 pés
  - Principal vantagem: Excelente para embarcações que ficam em vagas molhadas, pois todos os componentes vulneráveis à corrosão são internos.
- Motor jet
  - Motor sem hélice, movido a pressurização d’água
  - Faixa de potência: 200hp a 300hp
  - Tecnologia: Motor de dois tempos e Motor de quatro tempos com injeção eletrônica
  - Combustível: Somente gasolina
  - Principais fabricantes: Mercury Marine, Kawasaki Heavy Industries
  - Indicado para: Lanchas até 20 pés, para esportes aquáticos
  - Principal vantagem: Possibilita navegar em águas rasas, pois não possui hélice.
  - principal desvantagem: sei lá.